# Coppa dei Campioni del Golfo 2007
La Coppa dei Campioni del Golfo 2007 è la 23ª edizione della coppa a cui prendono parte 12 squadre da 6 federazioni provenienti da tutto il Golfo Persico.
La competizione è stata vinta dalla squadra emiratina Al-Jazira Club che si aggiudica la prima edizione della coppa nella sua storia, dopo aver vinto contro i sauditi dell'Al-Ettifaq Club.

## Squadre partecipanti
Le 12 squadre che prendono parte alla competizione sono state divise in tre gruppi da quattro squadre ciascuno.
La prima classificata di ogni girone più la miglior seconda vengono ammesse alla fase finale.
| Gruppo A                                     | Gruppo B                                   | Gruppo C                                            |
| -------------------------------------------- | ------------------------------------------ | --------------------------------------------------- |
| Al-Najma Al-Wakrah Al-Jazira Club Al-Ittifaq | Al-Hilal Umm-Salal Muscat Al Kuwait Kaifan | Al Nasr Salalah Al-Muharraq Sharjah Al Arabi Kuwait |

## Fase a Girone

### Gruppo A
| Team           | Pld | W | D | L | GF | GA | GD | Pts |
| -------------- | --- | - | - | - | -- | -- | -- | --- |
| Al-Jazira Club | 3   | 2 | 1 | 0 | 6  | 2  | +4 | 7   |
| Al-Ittifaq     | 3   | 2 | 1 | 0 | 5  | 2  | +3 | 7   |
| Al-Najma       | 3   | 1 | 0 | 2 | 3  | 7  | -4 | 3   |
| Al-Wakrah      | 3   | 0 | 0 | 3 | 4  | 7  | -3 | 0   |

### Gruppo B
| Team             | Pld | W | D | L | GF | GA | GD | Pts |
| ---------------- | --- | - | - | - | -- | -- | -- | --- |
| Al-Hilal         | 3   | 3 | 0 | 0 | 5  | 1  | +4 | 9   |
| Al Kuwait Kaifan | 3   | 2 | 0 | 1 | 4  | 3  | +1 | 6   |
| Muscat           | 3   | 1 | 0 | 2 | 3  | 4  | -1 | 3   |
| Umm-Salal        | 3   | 0 | 0 | 3 | 1  | 5  | -4 | 0   |

### Gruppo C
| Team            | Pld | W | D | L | GF | GA | GD | Pts |
| --------------- | --- | - | - | - | -- | -- | -- | --- |
| Al Nasr Salalah | 3   | 2 | 1 | 0 | 6  | 2  | +4 | 7   |
| Al-Muharraq     | 3   | 0 | 3 | 0 | 5  | 5  | 0  | 3   |
| Al Arabi Kuwait | 3   | 0 | 2 | 1 | 3  | 4  | -1 | 2   |
| Sharjah         | 3   | 0 | 2 | 1 | 4  | 7  | -3 | 2   |

## Semi-Finali

### Andata
| Abu Dhabi 23 ottobre 2007, ore 19:35 | Al-Jazira Club | 2 – 0 | Al Nasr Salalah | Stadio Mohammed Bin Zayed (28.027 spett.) |

| Riyad 23 ottobre 2007, ore 19:35 | Al-Hilal | 1 – 1 | Al-Ittifaq | King Fahd International Stadium (42.689 spett.) |

### Ritorno
| Salalah 24 novembre 2007, ore 19:35 | Al Nasr Salalah | 0 – 1 | Al-Jazira Club | Al-Saada Stadium (6.125 spett.) |

| Dammam 27 novembre 2007, ore 19:35 | Al-Ittifaq | 0 – 1 | Al-Hilal | Prince Mohamed bin Fahd Stadium (19.632 spett.) |

## Finale

### Andata
| Dammam 24 dicembre 2007, ore 19:35 | Al-Ittifaq | 2 – 0 | Al-Jazira Club | Prince Mohamed bin Fahd Stadium (22.125 spett.) |

### Ritorno
| Abu Dhabi 3 dicembre 2007, ore 19:35         | Al-Jazira Club       | 3 – 1 | Al-Ittifaq | Stadio Mohammed Bin Zayed (34.586 spett.) |
| \| \| \| \| \| \| Tiri di rigore 7 – 6 \| \| |                      |       |            |                                           |
|                                              |                      |       |            |                                           |
|                                              | Tiri di rigore 7 – 6 |       |            |                                           |